# Vermögensteuer (Deutschland)
Die Vermögensteuer ist im deutschen Steuerrecht eine Substanzsteuer auf das Reinvermögen eines Steuerpflichtigen. Sie wird in Deutschland seit 1997 nicht mehr erhoben, nachdem das Bundesverfassungsgericht zuvor ein bestehendes Gesetz für verfassungswidrig erklärt hatte.
Steuern wie die Grundsteuer oder Kraftfahrzeugsteuer, die nicht das Gesamtvermögen treffen, sondern nur einzelne Vermögensteile, werden in Abgrenzung hierzu als „vermögensbezogene Steuern“ bezeichnet.

## Geschichte
In Deutschland wurde 1893 mit dem Preußischen Ergänzungssteuergesetz erstmals eine moderne Vermögensteuer eingeführt. Das Deutsche Reich erhob mit dem Wehrbeitrag (1913) und der Kriegsabgabe (1918) einmalig Vermögensabgaben, die 1919 in der Weimarer Republik durch das Reichsnotopfer fortgesetzt wurden. Dieses wurde 1923 durch eine Vermögensteuer nach preußischem Vorbild ersetzt. In ihren Grundzügen bestand sie durch die Weimarer Republik, die Zeit des Nationalsozialismus und die unmittelbare Nachkriegszeit unter der Macht des Alliierten Kontrollrats fort. 1952 wurde das Vermögensteuergesetz beschlossen, welches 1974 durch das heute gültige Gesetz ersetzt wurde.
Der damalige Bundesfinanzminister Theo Waigel (CSU) veranlasste 1995 eine Erhöhung des Vermögensteuersatzes für natürliche Personen von 0,5 auf 1,0 %.
In den neuen Bundesländern wurde sie nach der Wiedervereinigung nie erhoben. Für die Vermögensteuer in der DDR siehe Vermögensteuer (DDR).

### Urteil des Bundesverfassungsgerichts
Der Artikel 106 des Grundgesetzes sieht die Erhebung einer Vermögensteuer ausdrücklich vor und dass ihr Aufkommen den Ländern zusteht. Die konkrete Form der Erhebung einer Vermögensteuer in der damaligen Form erklärte das Bundesverfassungsgericht mit Beschluss vom 22. Juni 1995 als nicht mit der Verfassung vereinbar:
- Die Ausgestaltung sei nicht mit dem Gleichheitsgrundsatz vereinbar, da Immobilienvermögen gegenüber anderen Vermögen – anders als geschehen – nicht besser behandelt werden dürften.
- Außerdem entschied es, dass nur der aus dem Vermögen erzielbare Ertrag (Sollertrag) der Steuer unterliegen dürfe. Gleichzeitig wurde die weitere Anwendung bis zum 31. Dezember 1996 erlaubt.
- In einem obiter dictum erwähnte die Mehrheit der Richter des Bundesverfassungsgerichts zudem den sogenannten Halbteilungsgrundsatz, wonach die Vermögensteuer zu den Ertragsteuern (wie z. B. der Einkommensteuer) nur hinzutreten dürfe, wenn dadurch die steuerliche Gesamtbelastung „in der Nähe einer hälftigen Teilung“ zwischen Steuerzahler und Fiskus bleibe. Die Anwendbarkeit dieses – in einem Sondervotum des Richters des Bundesverfassungsgerichts Ernst-Wolfgang Böckenförde scharf kritisierten – Grundsatzes auch auf andere Steuern wurde einige Jahre später vom Bundesverfassungsgericht abgelehnt: Eine Belastungsobergrenze in der Nähe einer hälftigen Teilung lasse sich für Einkommensteuer und Gewerbesteuer nicht aus dem Grundgesetz ableiten. Böckenförde kritisierte ebenso die vom Urteil geforderte Beschränkung der Besteuerung auf den Sollertrag.

### Aussetzung der Steuererhebung im Jahr 1997
Statt Immobilien, wie vom Urteil gefordert, höher zu bewerten und damit stärker zu besteuern, entschied sich die damalige Bundesregierung, die Vermögensteuer – auch wegen des damaligen Einkommensteuer-Spitzensatzes von 53 % plus Solidaritätszuschlag – nicht mehr zu erheben. Das Vermögensteuergesetz ist aber bisher nicht aufgehoben.

### Böckenfördes Sondervotum
Böckenförde schrieb in seinem Votum weiter, dass die Ungleichheit in der Gesellschaft „ein gewisses Maß nicht überschreiten darf, sonst geht sie über in Unfreiheit“. Der Ausgleich der gesellschaftlich begründeten Ungleichheiten sei eine der Kernaufgaben des demokratischen und sozialen Rechtsstaats. Die Sicherung der unbegrenzten Vermehrung von Eigentum sei nicht Inhalt des Grundgesetzes, und wenn die Ungleichheit sich „ungezügelt potenzieren“ kann, gerate die verfassungsgemäße Ordnung insgesamt in Gefahr.
Böckenförde verwies darauf, dass dieser Versuch der Beschränkung der Steuerhoheit in einer Situation erfolge, in der wegen der hohen Arbeitslosigkeit und der großen Belastungen infolge der deutschen Wiedervereinigung ein Ausgleichsbedarf bestehe, wie ihn die Geschichte der Bundesrepublik Deutschland zuvor nicht gekannt habe. Es sei nicht einzusehen, dass angesichts dieser Umstände ein gemäßigter Zugriff auf bestehende Vermögensmassen verfassungsrechtlich tabu sein sollte.

## Steuersatz, Freigrenze, Aufkommen
Die deutsche Vermögensteuer stand den Bundesländern zu. Der Steuersatz betrug ab 1995 (oberhalb eines Freibetrags von 120.000 DM pro Familienmitglied) jährlich:
- 1 % für natürliche Personen, jedoch 0,5 %, soweit es sich um land- und forstwirtschaftliches Vermögen oder Betriebsvermögen handelte,
- 0,6 % für Körperschaften.

Ausländische Vermögensteuern konnten angerechnet werden (§ 11 VStG).
Bemessungsgrundlage der Vermögenssteuer ist nach § 4 des Vermögensteuergesetzes das Gesamtvermögen gemäß § 114 bis § 120 des Bewertungsgesetzes. Diese Paragraphen des Bewertungsgesetzes wurden 1996 und 1997 aufgehoben. Vom Vermögen waren Schulden abzuziehen.
Im Jahr 1996, dem letzten Jahr ihrer Erhebung, nahmen die Bundesländer durch die Vermögensteuer gut 9 Milliarden DM (umgerechnet 4,62 Milliarden Euro) ein.
Auf Grund von Berechnungen für eine mögliche Vermögensabgabe kam Stefan Bach 2013 zu dem Schluss, dass bei einem persönlichen Freibetrag von einer Million Euro (bei Ehepaaren entsprechend zwei Millionen Euro) und einem Freibetrag für Betriebsvermögen von fünf Millionen Euro etwa 300.000 Personen oder 0,6 Prozent der Bevölkerung steuerpflichtig wären. Ein Steuersatz von 1 % würde dann in einem Steueraufkommen von 14 Milliarden Euro resultieren.
Basierend auf dem Vorschlag mehrerer rot-grün regierter Bundesländer aus dem Jahr 2012 führte im Auftrag der Friedrich-Ebert-Stiftung 2016 das DIW eine Studie durch. Diese Untersuchung analysierte acht Szenarien der Vermögensbesteuerung mit jeweils verschiedenen Bemessungsgrundlagen. Variiert wurde dabei die Höhe der persönlichen Freibeträge, ob ein Freibetrag für betriebsnotwendiges Vermögen berücksichtigt wurde und die Art des Steuertarifs. Je nach Szenario wurden 150.000 bis 435.000 steuerpflichtige Personen errechnet. Es ergab sich je nach Szenario ein Steueraufkommen von 11 bis 25 Milliarden Euro jährlich. Durch Anpassungsreaktionen könnte sich das Aufkommen vermindern.

## Kosten der Steuer
Die relativen und absoluten Erhebungskosten für den Staat hängen von der konkreten Ausgestaltung der Steuer ab. Neben den Erhebungskosten können auch Kosten für den Steuerpflichtigen selbst (die sogenannten „Befolgungskosten“ oder auch „Entrichtungskosten“, das sind z. B. Steuerberatungskosten und sonstige Rechtsberatungskosten) sowie für die Justiz anfallen, so dass die volkswirtschaftlich wesentlichen gesamten sogenannten „Vollzugskosten“ als Summe von Verwaltungs- und Befolgungskosten nur näherungsweise angegeben werden können und sich die Angaben zu ihrer Höhe teilweise erheblich unterscheiden.
Nach einer Schätzung des Bundesfinanzministeriums entfielen 1996 auf die Finanzverwaltungskosten etwa 3 % der Einnahmen aus der Vermögensteuer.
Das Rheinisch-Westfälische Institut für Wirtschaftsforschung schätzte in einer Untersuchung im Auftrag des Bundesfinanzministeriums die Gesamtkosten für Staat und Steuerzahler für das Jahr 1984 auf etwa 32 % des Vermögensteueraufkommens (20 % Erhebungskosten und 12 %  Befolgungskosten). Eine Veröffentlichung des arbeitgebernahen Instituts der deutschen Wirtschaft von 2011 ging für die Jahre bis 1996 sogar von reinen Erhebungskosten in Höhe von etwa 33 % des Vermögensteueraufkommens aus.
Das Deutsche Institut für Wirtschaftsforschung (DIW) hat in einer Studie aus dem Jahr 2004 allein die Befolgungskosten auf 17 % beziffert. 2012 kam das DIW in einer von den Bundesländern Rheinland-Pfalz, Baden-Württemberg, Hamburg und Nordrhein-Westfalen in Auftrag gegebenen Studie bei einem Szenario, bei dem nur größere Vermögen ab 2 Millionen Euro pro Person besteuert würden und daher nur 307.000 natürliche und juristische Personen betroffen wären, zu geschätzten Vollzugskosten von 1,8 % des Steueraufkommens. Dieses Ergebnis ist jedoch umstritten, weil es von den bisherigen Ermittlungen deutlich abweicht und seine Berechnung nicht nachvollzogen werden kann.
In der Studie des DIW von 2016 (siehe Abschnitt Steuersatz, Freigrenze, Aufkommen) wurden die Erhebungskosten auf 4,4 bis 8,2 % des Aufkommens geschätzt. Durch Anpassungsreaktionen könnte sich das Aufkommen vermindern, die Erhebungskosten würden aufgrund des geringeren Aufkommens leicht steigen.

## Wiedereinführungsdiskussion
Bereits mehrfach sind durch den DGB, die SPD, die Grünen oder die Linkspartei Initiativen zur Wiedereinführung der Vermögensteuer gestartet worden. Rechtlich umstritten ist, ob den Bundesländern dabei ein eigenes Steuerfindungsrecht zusteht.
Bei ihrer Gestaltung hat der Gesetzgeber Freiräume. So ist – bei angemessener Gesamtbelastung des Steuerpflichtigen – eine Vermögensteuer regelmäßig dann zulässig, wenn diese grundsätzlich aus den (typischerweise möglichen) Vermögenseinkünften (Sollerträgen) und nicht aus der Vermögenssubstanz zu bestreiten ist (Sollertragsteuer). Strittig ist, ob die Steuer (z. B. wenn sie in Zeiten sozialer Not, im Kriege erhoben wird) so hoch sein darf, dass sie nicht mehr aus den Erträgen des Vermögens, sondern aus dem Vermögen selbst bestritten werden muss (Substanzsteuer).
So argumentierte die Gewerkschaft ver.di, die Vermögensteuer dürfe auch ohne äußeren Grund Substanzsteuer sein, sofern sie als Umverteilungsinstrument eingesetzt werde:

„Wird der Spitzensteuersatz der Einkommensteuer 2004 oder 2005 auf 42 % gesenkt, erlaubte dies auch bei Beachtung des Halbteilungsgrundsatzes eine weitere Erhöhung des Satzes der Vermögensteuer. Noch höhere Vermögensteuersätze wären zulässig, wenn die Vermögensteuer als Umverteilungsinstrument eingesetzt würde, was im Vermögensteuerbeschluss ausdrücklich nicht als verfassungswidrig qualifiziert worden ist.“

Beunruhigt durch den Umgang der Regierung mit der globalen Finanzkrise forderte 2009 die Initiative Vermögender für eine Vermögensabgabe, Reiche durch eine Vermögensabgabe stärker zu belasten. Sie fordern eine Vermögensabgabe von 5 % ab einem Vermögen von 500.000 Euro. Dies würde nach ihren Schätzungen Einnahmen von 100 Milliarden Euro ermöglichen. Im Anschluss solle eine jährliche Vermögensteuer von 1 % erhoben werden. Die Kluft zwischen Arm und Reich habe sich in den vorherigen 15 Jahren vergrößert, u. a. auf Grund der Steuerermäßigungspolitik der Regierungen der Vergangenheit, die Unternehmen und Reiche begünstigte. Kaum anderswo auf der Welt habe die Zahl der Millionäre so stark zugenommen wie in Deutschland, während die Einkommen der meisten Deutschen stagnierten oder sogar sanken.
Ein Bündnis namens Umfairteilen forderte 2012 eine einmalige Vermögensabgabe sowie die Wiedereinführung der Vermögensteuer.
Gegen die von den Grünen im Bundestagswahlkampf 2013 erhobene Forderung nach Einführung einer Vermögensteuer organisierte der Hauptgeschäftsführer des Verbands der Familienunternehmen eine Kampagne, deren Adressaten u. a. alle Direktkandidaten in den Wahlkreisen waren. Um potentielle Steuern zu vermeiden, führten 2013 die Spekulationen über eine neue Vermögensteuer oder -abgabe vermehrt zu Schenkungen, da so günstige Bewertungsvorschriften für Firmenvermögen noch genutzt werden konnten. Wegen der im internationalen Vergleich niedrigen vermögensbezogenen Besteuerung wurde Deutschland 2013 als „Reichenparadies“ bezeichnet.
Am 24. August 2019 stieß Bundesfinanzminister Olaf Scholz (SPD) eine Debatte um die Wiedereinführung der Vermögensteuer an. Nach SPD-Plänen solle eine Vermögensteuer „nach Schweizer Vorbild“ eingeführt werden, die Sonderregeln für wirtschaftliche Schieflagen beinhalten solle. Das mögliche Steueraufkommen wurde mit 10 Milliarden Euro jährlich angegeben. Der Vorschlag stieß auf Ablehnung von CDU/CSU- und FDP-Politikern und des DIHK-Präsidenten Eric Schweitzer. Erstere sprachen von einer „billigen Neiddebatte“, von „Klassenkampf mittels Steuerpolitik“ und bezeichneten den Vorschlag als „falsch und unsinnig“ im „Hochsteuerland Deutschland“, obwohl international gesehen die vermögensbezogene Besteuerung in Deutschland relativ niedrig ist. Schweitzer warnte vor einem Kapitalmangel der Unternehmen. Zur Rechtfertigung des Vorschlages erklärte der kommissarische SPD-Chef Thorsten Schäfer-Gümbel, dass eine anvisierte Vermögensteuer von einem Prozent deutlich unter den Steuersätzen der USA, Frankreichs und Großbritanniens liegen würde, wo der Steuersatz über 4 Prozent läge. Betroffen seien Personen mit einem Vermögen mit „auf jeden Fall mehr als zwei Millionen Euro“. Trotz gegenwärtig guter Finanzlage des Staates fehlten im kommunalen Bereich Investitionsmittel von 150 Milliarden Euro. Die Deutschland-Expertin Brandt der OECD, die zuvor im SPD-geführten Bundesfinanzministerium beschäftigt gewesen war, befürwortete am 27. August 2019 den SPD-Vorschlag. Eine Vermögensteuer habe weniger negative Effekte auf das Wirtschaftswachstum als zum Beispiel eine hohe Besteuerung von Arbeitseinkommen. Eine Vermögenssteuer sei auch in der Regel verteilungsgerecht.
Der Anteil der Bevölkerung, der einer Vermögensteuer zustimmt, war in den Vorjahren in repräsentativen Umfragen gestiegen von 35 % in 2007 auf 72 % der Befragten im Dezember 2019. Eine andere repräsentative Umfrage von 2019 nur unter Personen mit mehr als 100.000 Euro Vermögen ergab, dass 76 % der Befragten eine Vermögensteuer befürworten ab einem Vermögen von mehr als einer Million Euro. Etwa die Hälfte der Befragten hatten den Eindruck, sie würden steuerlich „eher geschont“.
Ebenfalls 2021 warnte der Verband der Familienunternehmer, dass eine Vermögensteuer die Substanz der Betriebe angreife, weil Vermögen in Betriebsvermögen gebunden sei.
Zum Weltwirtschaftsforum 2024 in Davos warben mehrere hundert Superreiche mit der Kampagne Proud to Pay More für Vermögenssteuern, darunter auch Deutsche wie Ise Bosch und Elisabeth Burda Furtwängler.